# Lepidopilum lastii
Lepidopilum lastii là một loài rêu trong họ Daltoniaceae. Loài này được Mitt. mô tả khoa học đầu tiên năm 1886.